# Sredska (Tchernootchene)
Pour les articles homonymes, voir Sredska.
Sredska est un village de Bulgarie situé dans l’obchtina de Tchernootchene et dans l’oblast de Kardjali.